# Hospital Antiseptic Concentrate
Hospital Antiseptic Concentrate, vaak afgekort als HAC, is een antisepticum dat gebruikt wordt bij het ontsmetten van huid en wonden. Het bestaat uit 15% cetrimoniumbromide en 1,5% chloorhexidine in water. Meestal wordt een verdunning hiervan gebruikt, namelijk HAC 3,5% (cetrimoniumbromide 0,5% en chloorhexidine 0,05%). Het heeft een breed spectrum, waaronder bacteriën, de meeste virussen (inclusief hiv).